# Ahmed Al-Nuqbi
Ahmed Al-Nuqbi (Arabic:أحمد النقبي) (sinh ngày 3 tháng 12 năm 1988) là một cầu thủ bóng đá người Các Tiểu vương quốc Ả Rập Thống nhất. Hiện tại anh thi đấu cho Dibba Al-Fujairah.